# Атинска приградска железница
Атинска приградска железница (Προαστιακός Αθήνας),  званично Атинска приградска и регионална железница,  је приградска железница која повезује Атину и њену метрополитанску област са другим местима у Атици, Беотији, Коринтији и градом Халкида на Евбеји. 
Прва деоница приградске железнице, која повезује главну железничку станицу у Атини са Међународним аеродромом у Атини, отворена је 30. јула 2004. – две недеље пре почетка Летњих олимпијских игара 2004. Од 2005. до 2018., мрежа је постепено електрификована и проширена да би опслуживала Пиреј, Коринт, Кијато и Халкиду. Атинском приградском железницом тренутно управља Hellenic Train.

## Линије и услуге
Атинска приградска железница састоји се од четири линије. Линија А1 саобраћа између Пиреја и атинског аеродрома, док линија А2 појачава претходну линију дуж средњег дела аутопута А6 између аеродрома и Ано Лиосије. Линија А3 саобраћа између Атине и Халкиде, а линија А4 између Пиреја и Кијата. Железничка линија између Кијата и Ађија је локална линија на Пелопонезу. Атинска приградска железница ради сваког дана од 4:30 до поноћи, а у мрежи има 45 станица.

### Главне услуге
У следећој табели су наведене руте и станице атинске приградске железнице од 15. маја 2022. Бројеви линија су уведени 1. августа 2023.
| Линија | Боја на мапи  | Префикс          | Траса                              | Број станица | Дужина    | Ref.         |
| ------ | ------------- | ---------------- | ---------------------------------- | ------------ | --------- | ------------ |
| A1     | жута          | 12xx             | Пиреј–Атина–Аеродром Атина         | 19           | 48,23 km  | [ 9 ] [ 2 ]  |
| A2     | љубичаста     | 22xx             | Ано Лиосија–Пеанија–Аеродром Атина | 12           | 33,18 km  | [ 9 ] [ 2 ]  |
| A2     | љубичаста     | 42xx             | Ано Лиосија–Пеанија                | 10           | 18,60 km  | [ 9 ] [ 2 ]  |
| А3     | светло зелена | 15xx, 25xx, 35xx | Атина–Халкида                      | 17           | 82,80 km  | [ 10 ] [ 2 ] |
| А4     | светла плава  | 13xx, 23xx       | Пиреј–Атина–Кијато                 | 20           | 120,70 km | [ 11 ] [ 2 ] |

## Улазнице и распоред
Приградски воз, на деоницама Магула – Коропи и Пиреј – Декелија део је урбане зоне, па важи јединствена карта која се користи и комбинује са свим превозним средствима у Атини.  Изван градског подручја важи другачија карта која се обрачунава у фазама и издаје Hellenic Train.

## Фотографија на мрежи
Дозвољено је фотографисање у јавно доступним областима и Атинске приградске железнице (дефинисане као путнички простор у возовима и на станицама), пошто је право фотографа да фотографишу у оквиру приградске железнице обухваћено Уставом. Овом питању је посредовао Омбудсман између 2004. и 2008. поводом покушаја да се привремено забрани фотографисање током Олимпијских игара. Суд је пресудио да је "захтев 'дозволе за фотографисање' једнак забрани" и да "не постоји законско овлашћење да се наметну ограничења права на фотографисање простора и слајдова по дефиницији доступних јавности". 